# 國立中興大學法商學院
國立中興大學法商學院，簡稱中興法商，是國立中興大學歷史上在1961年至2000年間的一個學院，与该校臺北进修部一同座落在臺灣臺北市市區建國北路、合江街、民生東路一带的“国立中兴大学臺北校区”。現已獨立建校，改制为國立臺北大學。
中兴大学法商学院的前身是一个独立学院「臺灣省立法商学院」。1961年臺灣省立法商学院與臺灣省立农学院以及新設立理工學院合併，成立“臺灣省立中兴大学”（后来改制国立），成为大学下的一个学院。法商学院因与臺中校本部距离过远，组织编制实际上独立于臺中，后来因校区无法扩增，发展受到侷限，考虑迁址并脱离中兴大学独立设校，数年后定案迁至臺北縣三峡鎮。
2000年，国立臺北大学成立，中兴法商的教学与行政单位、资产、资料，以及中兴大学臺北校区，均由臺北大学继承。中兴大学则于臺中校本部另外设立国立中兴大学社会科学暨管理学院。
中兴法商以其法律、管理、社会科学等领域闻名，校友遍佈各界，如前司法院院长赖英照、前立法院院长游锡堃（夜间部肄业）等。

## 歷史
國立中興大學法商學院的歷史，可追溯至臺灣省在1949年成立的臺灣省立地方行政專科學校、1950年創立的臺灣省行政專修班。二者於1955年合併，升格為臺灣省立法商學院。1961年與省立農學院合併，新成立臺灣省立中興大學，為臺灣省立中興大學法商學院（後來改隸教育部，稱國立中興大學法商學院）。2000年，法商學院獨立設校，改制為國立臺北大學。

### 政府遷臺初期
中興大學法商學院的前身，是1955年建立的臺灣省立法商學院。而省立法商，又是臺灣省立地方行政專科學校（1949年成立）將臺灣省行政專修班合併後，升格而來。
1949年前後，中國國民黨領導的中華民國政府，在國共內戰中逐漸失利，大批大陸各省人士漸次赴臺，臺灣省人口增加，政府業務也隨之加重，需要更多行政人力。再者，不少就學中的青年也隨而至臺，臺灣各大專院校有的無法容納暴增學生數，有的並未開設對應科系，衍生青年求學問題。為解決上述狀況，臺灣省政府開展籌設「臺灣省立地方行政專科學校」，在1949年10月獲中華民國教育部同意組織籌備委員會，11月初招生，月底開始上課。:41
行政專校籌備倉促，未及購買校地、興築校舍，教員聘用也不足。臺灣省政府教育廳委託前國立東北大學法學院院長、時任臺灣省立成功中學（後來的臺北市立成功高級中學）校長左潞生，兼任行政專校第一任校長，同時借用成功中學校舍上課。成功中學一些教師、職員，也同時兼任行政專校的授課、行政庶務。:411950年5月，因舟山撤退，成功中學校舍提供軍隊暫住，行政專校遷往臺灣省立臺北工業專科學校校舍繼續上課。
1954年间，配合教育部疏散政策，行政专校于桃園縣中壢市，向臺灣省立中壢高中借用部份教室成立中坜分部，设有2年制普通行政科1班，财政科1班，学生约100人。1955年臺灣省立法商学院成立后，中坜分部裁撤，併入法商学院。
至於行政專修班，則是於1949年前後，大批各省軍、民隨中華民國政府播遷赴臺，青年學業中斷、就業不順。政府將之組織起來培訓，於1950年1月正式成立「臺灣省青年服務團」。接著，青年服務團又在同年6月附設「臺北青年接待站」收訓長白師範學院（後來併入東北師範大學）、海南省青年訓練團集體赴臺的二百餘人。為滿足其學業需求，青年服務團在團內附設「行政人員專修班」，從上述青年中甄選班員，施以專科教育，結業後經考試及格者，分發至全省各地充任實施地方自治的人才。11月，改為臺灣省行政人員專修班，後來刪除「人員」二字，改為臺灣省行政專修班。1955年春，再次改名為臺灣省立行政專修班。:42
1955年8月，行政專修班、行政專科學校合併，升格為獨立學院「臺灣省立法商學院」。

### 獨立學院時期
臺灣省立法商學院是1955年至1961年間，設於臺北市的高等教育機構。省立法商在1955年由臺灣省立地方行政專科學校（簡稱政專）及臺灣行政專修班（簡稱行專）合併改制而成，設於合江街原行政專校校址。在學制上，以四年制的大學學系為主，起初還設有「大直分部」，即原二年制臺灣省行政專修班各科，一年後停辦。1955年11月至1961年6月30日間，設有夜間部，是中華民國首個由大學開設的夜間部。
到了1959年，臺灣省政府計劃在中興新村籌設一所大學，以鄰近當地的臺灣省立農學院（位於臺中）為基礎，可能命名為「臺灣省立中興大學」。為了符合當時成立一大學至少需要三個學院的條件，乃規劃將臺灣省立法商學院、臺灣省立農學院合併，再新設理學院，以建立這所大學。

### 中興大學時期
1961年7月1日上午9時，臺灣省立中興大學成立，首任校長林致平在校本部即原農學院址就職；當天下午5時，省立法商學院院長周一夔將印信移交給林致平，正式併入省立中興大學，為臺灣省立中興大學法商學院。為了籌備新的院系，成立典禮訂於11月11日舉行，也將該日訂為校慶日。1971年，隨著中興大學改隸教育部，學院改稱國立中興大學法商學院，以至2000年2月結束。
法商學院歸入中興大學後，仍然設置在臺北原址，創下中華民國高等教育史上，一所大學分設二處的先例。由於當時交通、通訊不便，法商學院設有自己的行政組織，部分事務獨立辦理，如臺中校本部設教務處，置教務長；臺北的法商學院則設「教務分處」，置「教務主任」。
合併為中興大學的法商學院，仍在台北市原址。因此經費與人事編制上雖歸屬於中興大學，事實上則近乎獨立自主，因而增加很多行政處理上不必要的困難。——貢穀坤，〈校慶憶往〉:286
臺北校區與校本部距離一二百公里。法商學院人員如果要參與校內重要決策，路途遙遠，耗費時間。而且，大學分有兩校區，在當時臺灣教育行政法制是完全沒有運作規定，教育部對此並未表態，交由中興大學自行解決。中興大學成立初期，校本部研議將法商學院遷至臺中校本部，或是南投中興新村，但因法商領域資源仍分佈在臺灣北部較多，被法商學院大部分的師生反對。校本部對於是否遷移法商學院的質疑聲浪，未置可否，1964年才由校長湯惠蓀明確宣示法商學院繼續留在臺北發展。

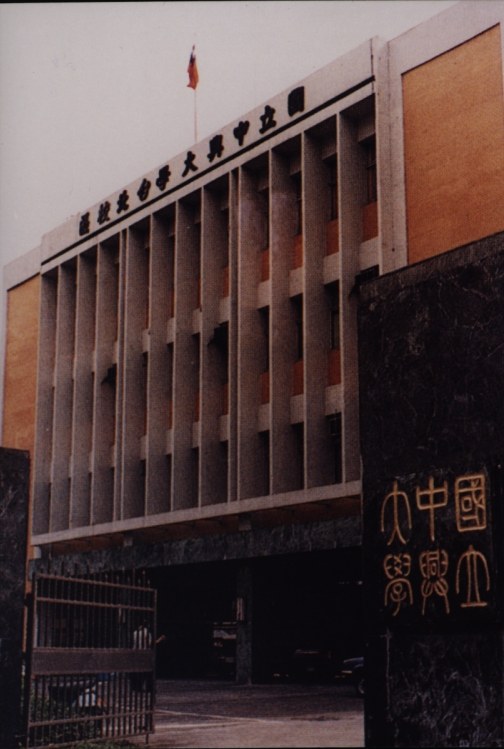
題上「國立中興大學臺北校區」字樣的行政大樓

在發展上，法商學院還遇到了一些困境。組織方面，中興大學臺北校區內另有一單位「國立中興大學臺北進修部」，與法商學院互不隸屬。一個校區，兩套行政系統，導致人事不睦。又因為中興大學以臺中校區為校本部，經費挹注分配由臺中校本部各單位主導，臺北校區獲分配額無法滿足需求，雙方為了經費分配而不和。到了1970年代以後，中興大學的發展概以校本部為主，法商學院幾乎沒有硬體建設。甚至，還有教育部因法商學院學生數增長，核定中興大學增聘四名教師的員額，最後學校卻將員額都分配在校本部各學院的情事。
在校園建設方面，臺北校區校地狹小，學生數增長後，不敷所需。於是，在1980年代中期，便有遷址的建議提出，當時曾經考慮過新店、深坑、三峽等地。除了搬遷以外，也有認為法商學院與臺北進修部應該獨立建校的聲音。
另外，擔任過中興大學法商學院院長的吳森田也曾經提出：仿照美國加州大學、德州大學各校區的做法，將法商學院改制為「中興大學臺北分校」。黃東熊在中興大學校長任內也試圖爭取中興新村一帶，或彰化縣的土地作為第二校地，將法商學院遷到臺灣中部，但不了了之。最後仍因當時政府廣設大學的「一縣市一大學」政策，並配合三峽都市計畫開發案等計畫，法商學院朝向獨立設置臺北大學的方向進行。

### 籌設臺北大學
中興大學法商學院另覓校地，且欲從獨立學院轉型為綜合大學，主要原因有二：一是用地狹小，不敷使用，二是附屬於中興大學，組織不健全，無法合理發展。1986年，法商學院提報「五年中程發展計畫」，將覓地規劃具體呈現。1988年，教育部基本上確立了法商學院可以遷到三峽的政策方向，亦考慮讓法商學院獨立設校，至於臺中校本部則另外設立法商或管理學院。1989年，教育部長毛高文認可法商學院遷往臺北縣三峽鎮（後來的新北市三峽區）的規劃，指示於1990年度編列法商學院遷校三峽的規劃、整地經費，隔年教育部函「原則同意」。1991年，法商學院再提出改制成「國立臺北大學」的計劃書。並在1993年2月，獲得教育部核准設立「國立臺北大學籌備處」。
「國立臺北大學籌備處」辦公室設於中興大學臺北校區內，以法商學院院長郭崑謨為籌備處主任。籌備初期，有數項阻礙因素，致進度延宕，包含：籌備處與臺北縣政府、國立中興大學校本部互動不佳；中興大學校本部因未獲准新增法商系所，對法商學院獨立持保留態度；當地居民因搬遷補償、救濟金遲未發放，屢屢抗議鬧事等。監察院因為籌備進度近乎停頓，於1997年糾正行政院、教育部。
1999年，郭崑謨屆齡退休，由教育部政務次長李建興接任籌備處主任，並將籌備處遷至三峽新校區預定地旁的三峽國中。李建興接任後，籌備進度大幅進展。2000年2月1日，「國立臺北大學創校成立大會與首任校長佈達典禮」正式舉辦，中興大學的法商學院、臺北進修部兩單位所屬系所，在國立臺北大學成立後均改隸該校。除此，臺北大學亦概括繼承中興大學臺北校區（含法商學院、臺北進修部）資料、資產，包含教職員、學生，土地、財產、設備、資產、債務以及校友（畢業生）資料。
成立臺北大學後，一度因發展困境，在2005年校長侯崇文任內與中興大學洽商重新合併，不過沒有下文，兩校僅簽訂為「永久姊妹校」。

## 組織
依照《國立中興大學組織規程》，中興大學法商學院下，除了設置學術單位（各學系、各研究所）外，還因為事實上的需要，設有四個行政單位「教務分處」、「訓導分處」、「總務分處」及「圖書分館」。:235
1990年時，法商學院設有以下學術及行政單位：:238
學術單位：學系法律學系（法學組、司法組）、公共行政學系、經濟學系、社會學系、財稅學系、地政學系、會計學系、統計學系、企業管理學系、合作經濟學系。
學術單位：研究所法律學研究所、都市計劃研究所、公共行政暨政策研究所、經濟學研究所。
行政單位教務分處、訓導分處、總務分處、會計分室、人事分室、軍訓分室、圖書分館、畢業生就業輔導中心、僑生外籍輔導中心、學生心理衛生中心、電子資料處理中心。

## 歷任院長
資料來源，詳《興大七十年》:240, 243、台北大學大事記等書籍、網頁。
- 行政專校校長
  - 左潞生：1949年11月－1950年7月
  - 周一夔：1950年8月－1955年
- 省立法商院長
  - 周一夔：1955年－1961年7月1日
- 中興大學法商學院院長
  - 周一夔：1961年7月1日－1964年
  - 左潞生：1964年－1967年
  - 龍名登：1967年－1974年
  - 何伊人：1974年－1976年
  - 張書文：1976年－1981年
  - 陳聽安：1981年－1985年
  - 陳文龍：1985年－1987年
  - 郭崑謨：1987年－1993年
  - 黃東熊：1993年－1994年10月
  - 吳森田：1995年2月－2000年2月1日法商學院結束
- 國立臺北大學籌備處主任
  - 郭崑謨：1993年2月－1999年
  - 李建興：1999年－2000年2月1日臺北大學成立

## 校園

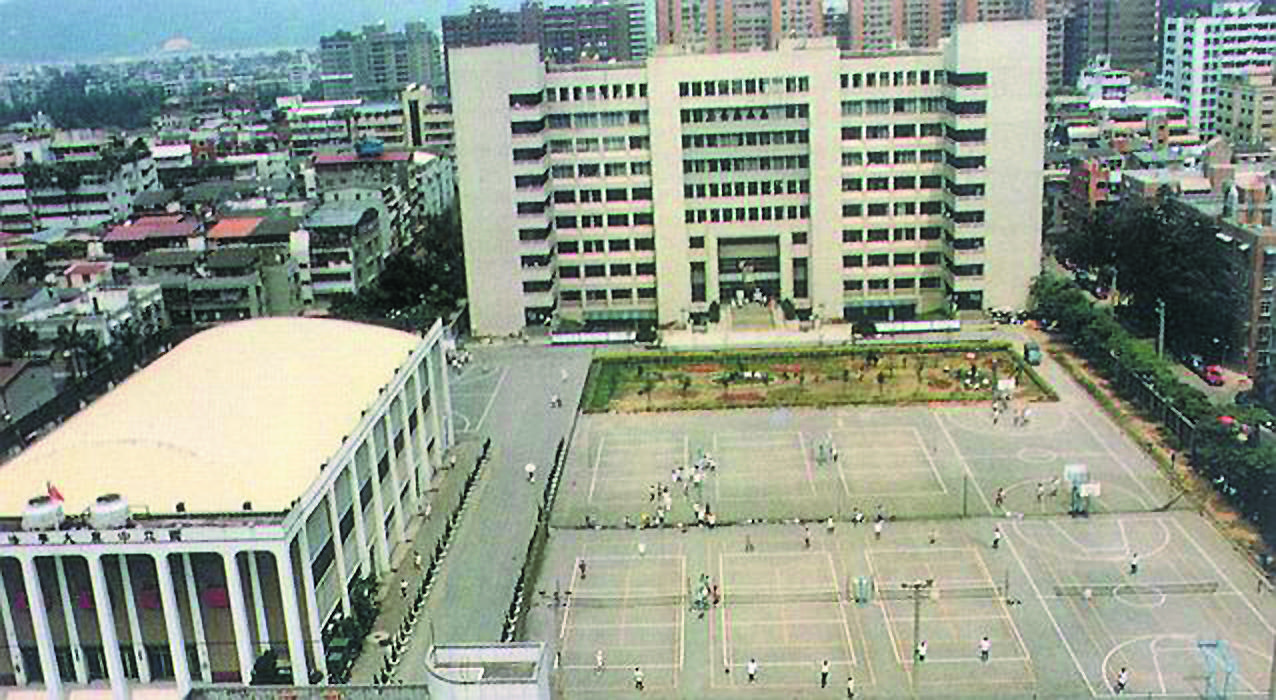
中興法商民生校區全貌，左下角為育樂館，較高的建築為教學大樓

中興大學臺北校區總面積約4.8公頃，分別坐落於臺北市合江街東西兩側及民生東路上。在臺灣省立法商學院成立之初，继承了行政专科学校位在合江街东西两侧的校地。在东侧的，称为「東院」，自1950年8月起使用；西側的「西院」則是臺北市政府於1953年移交撥用給行政專科學校。1960年，國軍退除役官兵輔導委員會將9,000餘坪的合作農場售予法商學院，即為民生東路上的校區。:42-43電影《七匹狼》中，歌曲《永远不回头》的场景便是在民生校区育樂館拍摄。
面積狹小問題
臺北校區面積狹小，一向為學生詬病，甚至有「占地連一所高中都不如」的抱怨。中興大學改制國立後，臺中校本部急速擴張的同時，臺北校區仍因覓地困難，無法擴建，發展受阻。後來的校長貢穀坤乃極力推展擴充校地的規劃。:50-511986年，法商學院提報「五年中程發展計畫」，將覓地規劃具體呈現。教育部也在幾年後同意。
硬體建設問題
臺北校區原無校門，僅在合江街口豎立鐵架，上書「國立中興大學法商學院、臺北夜間部」，到了校長羅雲平任內，購買建國北路側土地，才興建正門一座。:47

## 校友
臺北大學承認中興大學法商學院與臺北夜間（進修）部的畢業生為其校友。中興大學也仍然認可法商學院畢業生是校友。
隨中興大學法商學院轉入國立臺北大學任教的教師侯崇文提過，學院的校友可能會有認同議題，他個人認為校友應當會以自身情感的依歸決定，主張尊重校友個人意見。

### 參閱文獻
- 李建興. . 商鼎. 2000. ISBN 9789574630639.
- 國立台北大學籌備處 (编). . 1998-02.
- . 臺灣省臺中市: 國立中興大學. 1990-12-01  [2023-03-05]. （原始内容存档于2023-01-29）.